# يونان إميل
يونان إميل هو لاعب كرة سلة عراقي سابق. شارك في بطولة الرجال في دورة الألعاب الأولمبية الصيفية عام 1948.

## روابط خارجية
- يونان إميل على موقع سبورتس رفرنس (الإنجليزية)
- يونان إميل على موقع أوليمبيديا (الإنجليزية)